# Brahmina
Brahmina – rodzaj chrząszczy z rodziny poświętnikowatych, podrodziny chrabąszczowatych i plemienia Melolonthini.
Rodzaj ten został wprowadzony w 1851 roku przez Chrlesa Émile'a Blancharda.
Chrząszcze z tego rodzaju zasiedlają wschód Azji, zarówno orientalny jak i palearktyczny. W Indiach występuje najwięcej, bo 27 gatunków. W Chinach stwierdzono występowanie osiemnastu. Około dziesięciu występuje na Tajwanie. Dziewięć gatunków znanych jest z Wietnamu, siedem gatunków z Mjanmy, kilka z Nepalu i Pakistanu, sześć z Afganistanu, pięć z Tybetu, po cztery z Turkmenistanu i Malezji (w tym jeden z Borneo), po trzy z Mongolii, Korei, syberyjskiej Rosji, Bangladeszu i Iranu. Pojedyncze gatunki znane są z Japonii, Kirgistanu, Kazachstanu, Iraku, Jawy czy Moluków, a dwa z Sumatry.
Liczne gatunki, jak B. crinicollis, B. coriaceus i B. flavoserica w Himachal Pradesh, notowane są jako szkodniki różnych roślin uprawnych: zarówno warzyw i zbóż jak i drzew leśnych i owocowych

## Systematyka
Opisano dotychczas ponad 110 gatunków:
- Brahmina abdominalis (Brenske, 1903)
- Brahmina abscessa Brenske, 1892
- Brahmina adaequata Moser, 1909
- Brahmina agnella (Faldermann, 1835)
- Brahmina amurensis Brenske, 1892
- Brahmina assamensis Moser, 1913
- Brahmina bengalensis Nonfried, 1891
- Brahmina bituberculata Moser, 1908
- Brahmina braeti Brenske, 1896
- Brahmina brevipilosa Moser, 1918
- Brahmina brunneosparsa Arrow, 1946
- Brahmina burmanica Moser, 1913
- Brahmina buruensis Brenske, 1892
- Brahmina callosifrons Moser, 1913
- Brahmina canaliculata (Fairmaire, 1897)
- Brahmina cardoni Brenske, 1892
- Brahmina cariniclypeata Nomura, 1977
- Brahmina ciliaticollis Moser, 1914
- Brahmina comata Blanchard, 1851
- Brahmina coriaceus (Hope, 1831)[3]
- Brahmina cotesi Brenske, 1892
- Brahmina crenicollis (Motschulsky, 1854)
- Brahmina cribriceps Moser, 1915
- Brahmina cribricollis (Redtenbacher, 1844)
- Brahmina cribripennis Brenske, 1892
- Brahmina crinicollis Burmeister, 1855
- Brahmina cuprea Mittal et Pajni, 1977
- Brahmina cylindrica (Gyllenhal, 1817)
- Brahmina darcisi Reitter, 1902
- Brahmina dilaticollis (Ballion, 1870)
- Brahmina doeberli Keith, 2012
- Brahmina dubitabilis (Fairmaire, 1891)
- Brahmina duchoni (Reitter, 1902)
- Brahmina elongata Moser, 1913
- Brahmina excisiceps Moser, 1915
- Brahmina extraria Keith, 2009
- Brahmina faldermanni Kraatz, 1892
- Brahmina flabellata Brenske, 1892
- Brahmina flavipennis Moser, 1913
- Brahmina flavoserica (Bost.)[3]
- Brahmina foveata Moser, 1909
- Brahmina gebleri (Faldermann, 1835)
- Brahmina glabelllus (Nikolajev et Kabakov, 1980)
- Brahmina glabrithoracica Keith, 2003
- Brahmina golovjankoi (Medvedev, 1951)
- Brahmina himalayica Brenske, 1892
- Brahmina hindu Keith, 2006
- Brahmina itohi Kobayashi, 2000
- Brahmina jubata Frey, 1969
- Brahmina kabakovi (Nikolajev, 1976)
- Brahmina kabulicus (Nikolajev et Kabakov, 1980)
- Brahmina kandaharicus Nikolajev et Kabakov, 1980
- Brahmina kurseongana Moser, 1924
- Brahmina latericostata (Fairmaire, 1888)
- Brahmina latispina Kobayashi, 1987
- Brahmina lutea Moser, 1913
- Brahmina macrophylla Moser, 1913
- Brahmina malaccensis (Kirsch, 1875)
- Brahmina microphylla Brenske, 1892
- Brahmina moluccana Moser, 1909
- Brahmina monticola Kobayashi, 1993
- Brahmina moseri (Saylor, 1937)
- Brahmina mysoreensis Frey, 1971
- Brahmina nasulata Arrow, 1944
- Brahmina nomurai Itoh, 1989
- Brahmina nuda Moser, 1915
- Brahmina nuristanicus Nikolajev et Kabakov, 1980
- Brahmina pakistanus Keith, 2006
- Brahmina parvula Moser, 1915
- Brahmina perakensis Moser, 1913
- Brahmina persicola Petrovitz, 1980
- Brahmina phytaloides Brenske, 1892
- Brahmina pilifrons Moser, 1913
- Brahmina plagiatula Brenske, 1896
- Brahmina potanini (Semenov, 1891)
- Brahmina primaeveris Semenov-tian-shanskii et Medvedev, 1936
- Brahmina pseudobrunneosparsa Keith, 2008
- Brahmina pseudoglabella Keith, 2008
- Brahmina pubiventris Kobayashi, 1993
- Brahmina pulchella (Motschulsky, 1853)
- Brahmina pumila (Sharp, 1881)
- Brahmina quasibrunneosparsa Keith, 2008
- Brahmina reichenspergeri Balthasar, 1956
- Brahmina rubetra (Faldermann, 1835)
- Brahmina ruficollis Moser, 1915
- Brahmina rugifrons Moser, 1918
- Brahmina rugosicollis Frey, 1971
- Brahmina rugulosa Brenske, 1892
- Brahmina ruida Zhang et Wang, 1997
- Brahmina sakishimana Nomura, 1965
- Brahmina sculpticollis Frey, 1969
- Brahmina sedakovi (Mannerheim, 1849)
- Brahmina senescens (Frivaldszky, 1890)
- Brahmina serricollis (Motschulsky, 1853)
- Brahmina setosa Brenske, 1892
- Brahmina shibatai Kobayashi, 1987
- Brahmina shillongensis Brenske, 1899
- Brahmina siamensis Brenske, 1892
- Brahmina simlana Moser, 1913
- Brahmina simplex Frey, 1972
- Brahmina sophropoides Arrow, 1946
- Brahmina soror Arrow, 1946
- Brahmina subsericea (Moser, 1908)
- Brahmina sulcifrons Moser, 1913
- Brahmina sumatrensis Brenske, 1892
- Brahmina taitungensis Nomura, 1977
- Brahmina tavoyensis Brenske, 1892
- Brahmina thoracica Brenske, 1892
- Brahmina tonkinensis Moser, 1908
- Brahmina turcestana Brenske, 1892
- Brahmina wutaiensis Zhang et Wang, 1997
- Brahmina yunnana Moser, 1915